# Melanchros
Melanchros (altgriechisch Μέλαγχρος Mélanchros, † gegen Ende des 7. Jahrhunderts v. Chr.) war ein Herrscher von Mytilene auf Lesbos. Der antiken Überlieferung zufolge war er der erste τύραννος Μυτιλήνης týrannos Mytilḗnēs, deutsch ‚Tyrann von Mytilene‘.
Melanchros gehörte möglicherweise zur mächtigen Familie der Kleanaktiden. „Nach dem Sturz der Penthiliden, des alten Königsgeschlechts, herrschten in Mytilene anhaltende Auseinandersetzungen zwischen den Adelsfamilien […]“. „Hier war einst der letzte König Penthilos ermordet worden und der Adel übte eine energische Herrschaft aus, bis nach längeren Reibungen mit dem Demos die schließlich brutal gewordene Macht der Geschlechter durch den Demagogen Melanchros […] mit Gewalt gestürzt wurde.“ Das bedeutete eine Zurücksetzung des Adels bei der Staatsverwaltung. Die schärfste Opposition zum neuen Regime scharte sich um Pittakos, der zusammen mit Kikis und Antimenidas, den Brüdern des Alkaios, Melanchros gewaltsam stürzte. Nach dem Sturz des Melanchros scheinen die inneren Auseinandersetzungen auf Lesbos zunächst zur Ruhe gekommen zu sein. Bald aber erhob sich Myrsilos zum nächsten Tyrannen von Mytilene.